# سیارک ۲۸۶
سیارک ۲۸۶ (به انگلیسی: 286 Iclea) دویست و هشتاد و ششمین سیارک کشف شده‌است که در ۳ اوت ۱۸۸۹ و در وین کشف شد.
قدر مطلق سیارک برابر ۸٫۹۸ است.